# Frémonville
Frémonville é uma comuna francesa na região administrativa de Grande Leste, no departamento de Meurthe-et-Moselle. Estende-se por uma área de 13,65 km². Em 2010 a comuna tinha 191 habitantes (densidade: 14 hab./km²).